# Список дневных бабочек Финляндии
Список бабочек Финляндии включает в себя все виды бабочек из надсемейства булавоусые (Papilionoidea) и толстоголовковых (Hesperioidea), которые были зарегистрированы в Финляндии. Местная фауна бабочек включает 111 видов булавоусых и 10 видов толстоголовок. Однако некоторые виды были зарегистрированы только по одному разу.
В настоящее время в Финляндии надсемействах Papilionoidea и Hesperoidea есть 2 вида относятся к природоохранной категории "Виды на грани исчезновения" (под критической угрозой) (CR), 12 видов, находящихся под угрозой исчезновения (EN) и 10 видов, классифицированы как уязвимые (VU). 17 видов бабочек охраняется по закону Финляндии об охране природы.

## Papilionoidea

### Pieridae
- Coliadinae
  - Colias crocea — желтушка шафрановая
  - Colias hecla sulitelma
  - Colias hyale — желтушка луговая
  - Colias palaeno — желтушка торфяниковая
  - Colias tyche werdandi
  - Gonepteryx rhamni — крушинница

- Dismorphiinae
  - Leptidea reali
  - Leptidea sinapis — белянка горошковая

- Pierinae
  - Anthocharis cardamines — зорька или аврора
  - Aporia crataegi — боярышница
  - Euchloe ausonia — зорька белая
  - Pieris brassicae — капустница
  - Pieris napi — брюквенница
  - Pieris rapae — репница
  - Pontia callidice
  - Pontia chloridice
  - Pontia daplidice — белянка резедовая

### Papilionidae
- Papilioninae
  - Iphiclides podalirius — подалирий
  - Papilio machaon — махаон
- Parnassiinae
  - Parnassius apollo — аполлон (охраняется законом)
  - Parnassius mnemosyne — мнемозина (охраняется законом)

### Lycaenidae
- Lycaeninae
  - Lycaena dispar — червонец непарный (охраняется законом)
  - Lycaena helle — червонец Гелла (охраняется законом)
  - Lycaena hippothoe
  - Lycaena phlaeas — червонец пятнистый
  - Lycaena tityrus
  - Lycaena virgaureae — червонец огненный

- Polyommatinae
  - Celastrina argiolus
  - Cupido alcetas — голубянка альцет
  - Cupido argiades
  - Cupido minimus — голубянка карликовая
  - Glaucopsyche alexis
  - Glaucopsyche arion (охраняется законом)
  - Plebeius amandus
  - Plebeius argus — голубянка аргус
  - Plebeius artaxerxes
  - Plebeius glandon aquilo (охраняется законом)
  - Plebeius eumedon
  - Plebeius idas
  - Plebeius nicias
  - Plebeius optilete
  - Polyommatus icarus — голубянка икар
  - Polyommatus semiargus
  - Polyommatus vicrama (охраняется законом)
  - Scolitantides orion (охраняется законом)

- Theclinae
  - Callophrys rubi — малинница
  - Neozephyrus quercus
  - Satyrium pruni
  - Satyrium w-album
  - Thecla betulae

### Nymphalidae
- Apaturinae
  - Apatura ilia — переливница тополёвая
  - Apatura iris — переливница ивовая

- Heliconiinae
  - Argynnis laodice — перламутровка зеленоватая
  - Argynnis adippe — перламутровка адиппа
  - Argynnis aglaja — перламутровка Аглая
  - Argynnis niobe — перламутровка ниоба
  - Argynnis paphia — перламутровка большая
  - Boloria aquilonaris — болория северная
  - Boloria chariclea
  - Boloria freija — перламутровка фрейя
  - Boloria frigga — перламутровка фригга
  - Boloria eunomia
  - Boloria euphrosyne — перламутровка эвфросина
  - Boloria improba (охраняется законом)
  - Boloria napaea
  - Boloria polaris
  - Boloria selene — перламутровка селена
  - Boloria thore (охраняется законом)
  - Boloria titania (охраняется законом)
  - Brenthis ino
  - Issoria lathonia

- Limenitidinae
  - Limenitis camilla — ленточник камилла
  - Limenitis populi — ленточник тополёвый

- Nymphalinae
  - Araschnia levana — пестрокрыльница изменчивая
  - Euphydryas aurinia — шашечница Авриния (охраняется законом)
  - Euphydryas iduna - шашечница северная
  - Euphydryas maturna — шашечница матурна (охраняется законом)
  - Melitaea athalia — шашечница аталия
  - Melitaea cinxia — шашечница цинксия
  - Melitaea diamina — шашечница Диамина (охраняется законом)
  - Polygonia c-album — углокрыльница c-белое
  - Nymphalis antiopa — траурница
  - Nymphalis io — павлиний глаз
  - Nymphalis polychloros — многоцветница
  - Nymphalis urticae — крапивница
  - Nymphalis vaualbum — многоцветница v-белое
  - Nymphalis xanthomelas — многоцветница черно-рыжая
  - Vanessa atalanta — адмирал
  - Vanessa cardui — репейница

- Satyrinae
  - Hipparchia semele
  - Pararge achine (охраняется законом)
  - Pararge petropolitana
  - Pararge megera
  - Pararge maera
  - Pararge aegeria tircis — краеглазка эгерия
  - Hyponephele lycaon
  - Aphantopus hyperantus — глазок цветочный
  - Maniola jurtina — воловий глаз
  - Coenonympha glycerion — сенница гликерион
  - Coenonympha pamphilus
  - Coenonympha hero — сенница Геро
  - Coenonympha tullia — сенница туллия
  - Erebia euryale euryaloides
  - Erebia disa
  - Erebia pandrose — чернушка Пандроза
  - Erebia ligea — чернушка лигея
  - Erebia medusa polaris — чернушка медуза (охраняется законом)
  - Erebia embla — чернушка Эмбла
  - Oeneis bore
  - Oeneis jutta — бархатница Ютта
  - Oeneis norna

## ТолстоголовковыеHesperioidea

### Hesperiidae
- Heteropterinae
  - Carterocephalus palaemon — толстоголовка палемон
  - Carterocephalus silvicola
  - Heteropterus morpheus
- Hesperiinae
  - Hesperia comma (охраняется законом)
  - Ochlodes sylvanus
  - Thymelicus lineola

- Pyrginae
  - Pyrgus alveus
  - Pyrgus andromedae
  - Pyrgus centaureae
  - Pyrgus malvae